# پریری هایتس (واشینگتن)
پریری هایتس (به انگلیسی: Prairie Heights) یک منطقهٔ مسکونی در ایالات متحده آمریکا است که در واشینگتن (ایالت) واقع شده‌است. پریری هایتس ۹٫۷ کیلومتر مربع مساحت و ۴٬۴۰۵ نفر جمعیت دارد و ۲۰۳ متر بالاتر از سطح دریا واقع شده‌است.